# A签证 (美国)
A签证是美国颁发给前往美国进行公务活动的外国政府代表的签证，其中包括：
- A-1签证：签发给因公前往美国的外国政府的部长、大使、领事和其他的职业外交官及他们的直系亲属；
- A-2签证：签发给因公前往美国的外国政府的其他官员及他们的直系亲属；
- A-3签证：签发给A-1签证和A-2签证持有者的随从、服务人员和私人雇员及后者的直系亲属。